# 법정상속분
법정상속분(法定相續分)이란 사망자가 유언으로 상속분을 특정하지 않고 상속인들 사이에 협의도 이루어지지 않은 경우, 민법에 따라 분배되는 비율을 말한다.

## 관련조문
민법 제1009조(법정상속분) ① 동순위의 상속인이 수인인 때에는 그 상속분은 균등으로 한다.
② 피상속인의 배우자의 상속분은 직계비속과 공동으로 상속하는 때에는 직계비속의 상속분의 5할을 가산하고, 직계존속과 공동으로 상속하는 때에는 직계존속의 상속분의 5할을 가산한다.
민법 제1000조(상속의 순위) ① 상속에 있어서는 다음 순위로 상속인이 된다.
1. 피상속인의 직계비속
2. 피상속인의 직계존속
3. 피상속인의 형제자매
4. 피상속인의 4촌 이내의 방계혈족

② 전항의 경우에 동순위 상속인이 수인인 때에는 최근친을 선순위로 하고, 동친등의 상속인이 수인인 때에는 공동상속인이 된다.
민법 제1003조(배우자의 상속순위) ① 피상속인의 배우자는 제1000조 제1항 제1호와 제2호의 규정에 의한 상속인이 있는 경우에는 그 상속인과 동순위로 공동상속인이 되고 그 상속인이 없는 때에는 단독상속인이 된다.

## 비율

### 아들 1, 딸 1, 손자 1, 손녀 1, 아내가 있는 경우
아들 2/7 : 딸 2/7 : 아내 3/7 (직계비속이 2인 이상인 경우로서 촌수가 같으면 동순위로 상속인이 되고, 촌수가 다르면 가까운 쪽이 선순위 상속인이 된다)

### 손자 1, 손녀 1, 아내가 있는 경우
손자 2/7 : 손녀 2/7 : 아내 3/7 (대습상속인정)

### 아내와 아버지만 있는 경우
아버지 2/5 : 아내 3/5

### 아내만 있는 경우
아내 1

### 동생 둘 만 있는 경우
동생 A 1/2 : 동생 B 1/2

## 같이 보기
- 기여분
- 무유언
- 대습상속
- 특별수익자